# Arno Hecht (Mediziner)
Arno Hecht (* 28. Mai 1932 in Gumbinnen, Ostpreußen; † 15. Juli 2014 in Auerbach/Vogtl.) war ein deutscher Pathologe in Ost-Berlin und Leipzig.

## Leben
Von 1950 bis 1955 studierte Hecht an der Humboldt-Universität zu Berlin Medizin. Nach der Pflichtassistenz an der Charité und der Promotion zum Dr. med. trat er 1956 in das Institut für Pathologie der Charité. Seit 1960 Facharzt für Pathologie und pathologische Anatomie, leitete er ab 1961 die Abteilung Histochemie am Institut für Pathologie der Charité. 1963 habilitierte er sich für Pathologie. Er wurde 1964 Oberarzt und war von 1970 bis 1973 Direktor für Forschung der Charité. 1977 wurde er o. Professor für Pathologische Anatomie am Bereich Medizin der Karl-Marx-Universität Leipzig. Er engagierte sich in der Europäischen Gruppe zur Erforschung des Herzmuskelstoffwechsels (1968–1975) und im Council der Europäischen Gesellschaft für Pathologie (1979–1989). Er war Vorsitzender der Arbeitsgemeinschaft Weltanschauliche und Wissenschaftstheoretische Probleme in der Medizin (1980–1985) und saß im Präsidium der Gesellschaft für Experimentelle Medizin der DDR (1986–1990). Nachdem das Leipziger Ordinariat 1991 bestätigt worden war, wurde er 1993 aus dem Hochschuldienst entlassen. Er zog nach Auerbach, woher seine Frau stammte. Nach drei Jahren Arbeitslosigkeit seit 1996 im Ruhestand, widmete er sich der Wissenschaftsgeschichte der Deutschen Demokratischen Republik im Vergleich mit der alten Bundesrepublik. Er starb mit 82 Jahren.

„Der 1990 einsetzende Elitenwechsel spülte in Größenordnungen Mittelmaß und Inkompetenz auf die Spitzenplätze der Hochschulen.“

## Ehrungen
- Ehrenmitglied der Ungarischen Gesellschaft für Pathologie (1980)
- Vorsitzender der Gesellschaft für Pathologie der DDR (1988–1990)
- Rudolf-Virchow-Preis (1971)
- Arthur-Weber-Preis der deutschen Gesellschaft für Kreislaufforschung (1973)[5]

## Werke
- Einführung in experimentelle Grundlagen moderner Herzmuskelpathologie, Jena 1970.
- Mensch sein heißt krank sein. Diskurs zum historischen und erkenntnismethodischen Umfeld menschlicher Krankheit, Frankfurt am Main 1997. ISBN 9783895014550.
- Chronisch-ischämische Herzkrankheit, 2. Aufl. Gustav Fischer Verlag, Jena 1986.
- Spezielle Pathologie, 2. Aufl., Berlin 1989.
- Der Ostdeutsche – ein Fehlgriff der sozialen Evolution? : oder Eine Gegenwart ohne Zukunft. trafo Verlagsgruppe Dr. Weist, Berlin 2006. ISBN 9783896266149.
- Konservative Kontinuität und ihre Konsequenzen für die medizinische Wissenschaftselite der DDR. trafo Verlagsgruppe Dr. Weist, Berlin 2008. ISBN 9783896267917.
- Von der Pissa bis zur Göltzsch : Ansichten und Einsichten eines Unverbesserlichen, Autobiographie. Verlag am Park, Berlin 2014. ISBN 9783897931893.

## Herausgeber
- mit Kurt Lunzenauer: Allgemeine Pathologie, 5 Auflagen. Verlag Volk und Gesundheit, Berlin und Springer, Wien New York 1973, 1977, 1979, 1986, 1989. ISBN 3-333-00007-5.
- Enttäuschte Hoffnungen. Autobiographische Berichte abgewickelter Wissenschaftler aus dem Osten Deutschlands, Berlin 2008. ISBN 978-3897931459.